# Hemerobius aper
Hemerobius aper är en insektsart som beskrevs av Bo Tjeder 1961. Hemerobius aper ingår i släktet Hemerobius och familjen florsländor. Inga underarter finns listade i Catalogue of Life.